# Idaea mutanda
Idaea mutanda är en fjärilsart som beskrevs av W. Warren 1888. Idaea mutanda ingår i släktet Idaea och familjen mätare. Inga underarter finns listade i Catalogue of Life.